# فاليري كروز
فاليري كروز (بالإنجليزية: Valerie Cruz)‏ هي ممثلة أمريكية، ولدت في 18 يوليو 1976 بإليزابيث في الولايات المتحدة.

## أعمال

### أفلام
- (2004) هاتف خلوي[3]
- (2014) ذا لوفت[4][5]

### مسلسلات
- تشريح غراي
- فضيحة[6]
- كوانتيكو
- نيب/تك

## وصلات خارجية
- فاليري كروز على موقع IMDb (الإنجليزية)
- فاليري كروز على موقع ألو سيني (الفرنسية)
- فاليري كروز على موقع أول موفي (الإنجليزية)
- فاليري كروز على موقع إن إن دي بي (الإنجليزية)
- فاليري كروز على موقع قاعدة بيانات الفيلم (الإنجليزية)
- فاليري كروز على موقع كينوبويسك (الروسية)